# Douglas Lowe
Douglas Gordon Arthur Lowe (7. srpna 1902 Manchester – 30. března 1981 Cranbrook) byl britský atlet, běžec na střední tratě, dvojnásobný olympijský vítěz v běhu na 800 metrů.

## Sportovní kariéra
Studoval právo na univerzitě v Cambridge. V roce 1924 se stal vicemistrem země v běhu na 880 yardů a startoval na olympiádě v Paříži v bězích na 800 a 1500 metrů. Nejdříve skončil na čtvrtém místě ve finále běhu na 1500 metrů a o několik dní později nečekaně zvítězil v běhu na 800 metrů v novém evropském rekordu 1:52,4. Olympijské zlato v této disciplíně obhájil o čtyři roky později v Amsterdamu v novém olympijském rekordu 1:51,8. Krátce po olympiádě skončil s aktivní sportovní kariérou a věnoval se právnickému povolání.